# كارلوس بوسو
كارلوس بوسو (بالإسبانية: Carlos Pouso)‏ هو لاعب كرة قدم ومدرب كرة قدم إسباني، ولد في 30 يوليو 1960 في لايايوا في إسبانيا. لعب مع يونيون ديبورتيفا لوغرينييس.